# 朱爾斯角
66°44′S 140°55′E / 66.733°S 140.917°E
朱爾斯角（Cape Jules），是南極洲的海岬，位於阿黛利地，由儒勒·迪蒙·迪維爾率領的法國探險隊發現和命名，該海岬現時由南極條約體系管理。